# Dansk-canadiere
Danske-canadiere (engelsk: Danish Canadians, fransk Canadiens-danoise) er canadiske statsborgere med danske aner. I henhold til folketællingen i 2016 var der 207.470 canadiere med dansk baggrund, 12.370 af dem var født i Danmark. 
Canada har i de sidste godt 100 år været en vigtig destination for danske udvandrere. Udvandringen fandt primært sted i tre bølger: Før første verdenskrig, i 1920'erne og igen i 1950'erne og 60'erne. På et tidspunkt kom det endog på tale, at oprette et canadisk immigrationskontor i København .  Mens de fleste af indvandrerne før anden verdenkrig bosatte sig på landet, bosatte efterkrigstidens indvandrere sig fortrinsvist i de store byer og man kan i dag finde dansk-canadiske samfund i alle Canadas ti provinser. I 2020 var der i Federation of Danish Associations in Canada 36 medlemsforeninger.
Det ældste danske samfund i Canada er New Denmark, der først blev beboet af danske immigranter i 1872.

## Bemærkelsesværdige danske canadiere
- Earl W. Bascom - rodeo-pioner, kunstner, opfinder, skuespiller, indskrevet i Canadas Sports Hall of Fame
- Karen Bulow - tekstil kunstner
- Erik Christensen - NHL-spiller fra New York Rangers
- Hayden Christensen - skuespiller (danske bedsteforældre)
- Scott Frandsen - olympisk atlet
- Ann Hansen - tidligere anarkist
- Glenna Hansen - Inuvialuit-politiker
- Rick Hansen - atlet
- Valdy - Valdemar Horsdal - Singer/Songwriter
- Carly Rae Jepsen - popsanger
- K.V. Johansen - forfatter
- Rasmus Lerdorf - programmør
- Erik Nielsen - Canadas vicepremierminister fra 1984 til 1986
- Leslie Nielsen - skuespiller og komiker (dansk far)
- Robert Nielsen - journalist
- Alf Erling Porsild - botaniker
- Lauren Southern - politisk aktivist (dansk far)
- Jens Haven - Missionær og nybygger